# Éric de Carbonnel
Pour les articles homonymes, voir Carbonnel.
Éric de Carbonnel, né le 8 juillet 1910 à Paris et mort le 2 août 1965 à Biarritz, est un haut fonctionnaire et diplomate français. Il a été Secrétaire général du Quai d'Orsay.

## Biographie

### Jeunesse et vie privée
Éric Charles Marie de Carbonnel naît à Paris dans une famille de diplomates. Il suit des études de lettres et obtient une licence de lettres à l'université de Paris. Il effectue un échange universitaire à l'université d'Oxford. Admis à l'École libre des sciences politiques, il en sort major.
Ayant des antécédents cardiaques, il décède à l'âge de 55 ans en 1965. Il est père de cinq enfants. Charles de Gaulle écrit à sa veuve après sa mort : « Croyez bien que je n'oublie pas ce que fit le regretté Eric de Carbonnel pour répondre à l'appel du 18 juin ». Eric de Carbonnel était officier de la Légion d'honneur.

### Parcours professionnel
Il passe et réussit en 1935 le concours pour entrer au Quai d'Orsay. Il est envoyé à Berlin puis à Bucarest, où il est chargé du service de presse. Il quitte l'ambassade au début de la Seconde Guerre mondiale et participe à la fondation du ministère de l'Information sous la direction de Jean Giraudoux. 
Il rejoint une unité pendant la guerre. Il est démobilisé, et est alors nommé au cabinet du secrétaire d'État aux affaires étrangères, puis à Rabat, où il devint l'adjoint du directeur de la sécurité Chevreux, ancien préfet, dont il épouse la fille.
Engagé dans les Forces françaises libres en 1943, il est envoyé en 1944 à l'ambassade de France en Russie comme premier secrétaire. Il revient ensuite au Quai d'Orsay, où il occupe les fonctions de sous-directeur des affaires économiques. Il est envoyé à Sarrebruck comme secrétaire général du haut commissariat français.
Il est nommé consul général à Barcelone puis premier conseiller au Caire. Il rentre rapidement à Paris pour devenir chef du service des accords bilatéraux. Il est chef de la mission diplomatique en Sarre entre 1955 et 1956.
En 1956, il obtient le rang d'ambassadeur en devenant ambassadeur de France en Pologne. Il quitte ce poste en 1958 pour devenir le représentant permanent de la France auprès des Communautés européennes. Fin juillet 1959, il succède à Louis Joxe comme secrétaire général du Quai d'Orsay. Il y a le grade de ministre plénipotentiaire. Il signe notamment l'accord pour la coopération dans le domaine de l'arme atomique entre la France et les États-Unis en 1961.